# Afblijven (musical)
Afblijven is een musical gebaseerd op het gelijknamige boek van Carry Slee. De voorstelling is geproduceerd door het Amsterdamse bedrijf Homemade Productions. Muziek van de voorstelling is gecomponeerd door Jeroen Sleyfer en de liedteksten en het script is geschreven door Dick van den Heuvel die ook verantwoordelijk was voor de regie. Gerda van Roshum is de producent.
De musical ging op 26 januari 2014 in première in het Parktheater te Eindhoven.

## Verhaal
Melissa houdt van niets anders dan van dansen. Als ze auditie mag doen voor een videoclip, lijkt haar droom uit te komen. Om een beetje los te komen krijgt Melissa van Jim drugs toegespeeld. Melissa wordt steeds afhankelijker van de drugs en ze laat zelfs haar vrienden in de steek.
Jordi, de beste vriend van Melissa, ziet dit met lede ogen aan en wil haar helpen, maar weet niet hoe. Als Melissa besluit weg te gaan, gaat Jordi op zoek en vindt hij haar in bewusteloze toestand. 

## Rolverdeling
| Acteur               | Personage       | Opmerking         |
| -------------------- | --------------- | ----------------- |
| Natasha Willems      | Melissa         |                   |
| Gijs Stallinga       | Jordi           |                   |
| Renée de Gruijl      | Fleur           | Alternate Melissa |
| Robin van den Heuvel | Suzy            |                   |
| Marco Hoving         | Jim             |                   |
| Michel Sorbach       | Vader           |                   |
| Theun Plantinga      | Alternate Vader |                   |
| Lisanne Schut        | Alternate Fleur |                   |